# Космос-1533
Космос-1533 је један од преко 2400 совјетских вјештачких сателита лансираних у оквиру програма Космос.
Космос-1533 је лансиран са космодрома Тјуратам, Бајконур, СССР, 26. јануара 1984. Ракета-носач Сојуз је поставила сателит у орбиту око планете Земље. Маса сателита при лансирању је износила 6300 килограма. Космос-1533 је био војни сателит.